# フェリックス・ウフェ＝ボワニ
フェリックス・ウフェ＝ボワニ（フランス語: Félix Houphouët-Boigny、1905年10月18日 - 1993年12月7日）は、コートジボワールの初代首相、大統領。独立運動を主導し、コートジボワール経済を発展させた。
反共主義者であり、反植民地運動では容共的な姿勢を見せつつ、それを自身の権力集中と照らし合わせることで反植民地運動内での内部抗争や権力闘争を抑えた。独立後はそのカリスマ性を発揮しコートジボワール経済の発展に貢献、外資導入（消極的であった）やカカオ豆の生産拡大でコートジボワールを「イボワールの奇跡」「黒い日本」などのあだ名まで付けられた。しかしボワニの死後、コートジボワールはモノカルチャー経済や権威主義的な体制への国民の不満などが噴出、内戦までに発展することとなる。

## 生涯

### 独立前
コートジボワール中央部のンゴクロ出身。第二次世界大戦後、フランス憲法制定議会の1議席がコートジボワール植民地に割り当てられると選挙に出馬し、当時コートジボワール植民地に含まれていたオートボルタのモシ人の候補を僅差で破って同植民地選出の議員となった。翌1946年4月にはコートジボワール民主党を設立し党首に就任。同年10月にはフランス領西アフリカ及びフランス領赤道アフリカの政治家を糾合し、アフリカ民主連合を結党して総裁の座に就き、独立運動を主導した。
親仏的な立場をとるウフェ＝ボワニは、各植民地を県に昇格させようとしていたように、フランス連合にも有利な建議もしていたが、"各植民地の植民地"になるのを恐れたフランス本国の大都市議員の全会一致を得るには程遠かった。この期間を通じてフランス本国でも大臣職を歴任し、ルネ・コティとシャルル・ド・ゴールの両大統領時代を通じて、1957年6月から同年11月までフランス国務大臣、1957年11月から1958年5月までフランス人口保健省大臣、1958年5月から1961年5月までフランス国務大臣に就いていた。
独立が現実的となると、ウフェ＝ボワニはフランス領の各植民地の分離独立を主張し、パン・アフリカ主義とフランス領西アフリカの連合した独立とを唱えるフランス領スーダン（現マリ共和国）のモディボ・ケイタと対立した。ウフェ＝ボワニ側にはオートボルタのモーリス・ヤメオゴらが、ケイタ側にはセネガルのサンゴールらがついた。結局この対立はウフェ＝ボワニの勝利に終わった。1959年5月1日、公式に独立コートジボワールの主席ないし首相となり、新憲法制定後1960年8月 - 1960年11月までコートジボワール共和国初代首相、同年11月 - 1993年12月までコートジボワール共和国初代大統領に就いた。1960年を境に、コートジボワールをはじめとするアフリカ大陸のフランス領諸国は相次いで独立した。

### 独立後
当初はフランスからの独立で一致していた共産主義者と連携していたものの、1960年に独立するとコートジボワール民主党の一党独裁体制をとって共産主義者を弾圧してフランスと緊密な関係を続け、西側寄りの政策を続けた反共主義者であり、1980年代まではソビエト連邦や中華人民共和国などと国交を結ぶことはなかった。
経済的には主要産業であるカカオの生産・流通を管理し、カカオ輸出安定化基金を設けて輸出価格を安定させ、またカカオ農園の開拓を奨励し、オートボルタ（現在のブルキナファソ）やマリ共和国等近隣諸国からの移民を受け入れて積極的な生産拡大に乗り出した。その甲斐あって、1980年代までコートジボワール経済は混乱する近隣諸国を尻目に順調に成長し、年率8%の高い経済成長率を実現、「イボワールの奇跡」と呼ばれ賞賛された。
しかし、あまりにカカオに頼りすぎたモノカルチャー経済と化したコートジボワールは、1980年代以降のカカオの生産過剰によって経済基盤が崩れ、社会不安が増大することとなる。
そんななか、ウフェ＝ボワニは自らの故郷に新首都・ヤムスクロを建設したが、それはジャングルの中に大聖堂をはじめとする巨大なモニュメントが立ち並ぶだけのものであり、首都機能は依然旧首都アビジャンにおかれたままであった。こうした浪費も重なり、コートジボワールの国力は疲弊していった。
1990年、複数政党制による初の大統領選が行われ、ウフェ＝ボワニは圧勝し7選されるものの、任期中の1993年に死去した。

## 死後
死後、ウフェ＝ボワニの進めていた政策の矛盾が表面化。ブルキナファソ人移民とコートジボワール人との対立、経済の停滞に加え、後継のコナン・ベディエにはウフェ＝ボワニほどの政治力もカリスマも無く、ウフェ＝ボワニ個人の力量に拠っていたコートジボワールの秩序は崩壊。第1次コートジボワール内戦へと突き進むこととなった。

## 栄誉
1989年にユネスコは、国連憲章及びユネスコ憲章と一致する、平和のために貢献した個人・公的機関・民間団体をたたえるためのフェリックス・ウフェ＝ボワニ平和賞を設けた。